# Борго Фондо Рено (Ферара)
Борго Фондо Рено (итал. Borgo Fondo Reno) је насеље у Италији у округу Ферара, региону Емилија-Ромања.
Према процени из 2011. у насељу је живело 86 становника. Насеље се налази на надморској висини од 9 м.